# Liste d'organisations nationales-révolutionnaires
Cet article fournit une liste des organisations nationales-révolutionnaires, non exhaustive, classé par fonction et par pays par ordre alphabétique. La liste comprend les groupes militants, les organisations culturelles et les factions armées. La liste inclus toutes les tendances nationales-révolutionnaires existantes.

## Tendances
La liste inclus toutes les tendances nationales-révolutionnaires existantes elle inclus donc :
- Des mouvements nationaux-solidaristes.
- Des mouvements sociaux-nationalistes.
- Des mouvements ethno-nationalistes liés à cette tendance.
- Des mouvements nationaux-bolchéviques liés à cette tendance.

Dans ce sens, tous ces mouvements n'ont pas forcément des lignes similaires mais plutôt des principes politiques liés, la mouvance nationale-révolutionnaire est liée par des principes et non par une idéologie qui elle dépend des tendances existantes.

## Organisations militantes

### Allemagne
- Aktion Neue Rechte – inactifs
- Sache des Volkes/Nationalrevolutionäre Aufbauorganisation - inactifs
- Autonome Nationalisten – actifs

### Australie
- National anarchist movement – statut inconnu

### Brésil
- Nova Resistência (2015-présent)

### France
- Parti national-syndicaliste français (1959-fin des années 1960)
- Mouvement jeune révolution (1966-1971)
- Groupe action jeunesse (1973-1978)
- Mouvement solidariste français (1970-1977)
- Organisation lutte du peuple (1971-1974)
- Centre d'initiative progressiste européen (1974-1977)
- Action nationaliste (1978-1979)
- Groupes nationalistes révolutionnaires – factions du Front national, (1976-1978)
- Mouvement nationaliste révolutionnaire (1979-1985)
- Troisième Voie (1985-1992)
- Groupes révolutionnaires de base (1990-1991)
- Nouvelle résistance (1991-1998)
- Comité du 9-Mai dit C9M (?-2024)
- Unité radicale (1998-2002)
- Réseau radical (2002-2006)
- Organisation socialiste révolutionnaire européenne/OSRE (2002-présent)
- Mouvement d'action sociale (2008-2016)
- Leia Naziunale (?-présent)
- Bastion social (2017-2019)
- Groupe Union Défense (1969-2024)
- L'Alvarium (2017-2021)
- Lyon Populaire (2019-présent)

### Italie
- Costruiamo l'azione – démantelé
- Lotta di popolo – inactif
- Meridiano Zero – inactif
- CasaPound – actif

### Japon
- Issuikai – actifs

### Pérou
- Mouvement ethnocacériste – actif

### Pologne
- Falanga, contient une branche armée – active

### Royaume-Uni
- Official National Front – inactif

### Russie
- Front national-bolchevique – scission du Parti national-bolchevique, actif.

### Ukraine
- Résistance autonome – actif
- Nationalistes autonomes d'Ukraine – actifs

### International
- Jeune Europe (1962-1969)
- Front révolutionnaire européen (1969-?)
- Groupe du 12 mars (1987-1989)
- Réseau géopolitique européen (2002-?)

## Partis politiques

### Bolivie
- Mouvement nationaliste révolutionnaire – actif, anciennement au pouvoir
- Mouvement nationaliste-révolutionnaire de gauche (es) – inactif
- Phalange socialiste bolivienne – active
- Parti révolutionnaire de la gauche nationaliste (es) – inactif

### Italie
- Regroupement social républicain – inactif
- Mouvement social italien (factions) - inactif
- Fronte Nazionale (1990) - banni

### Pérou
- Union pour le Pérou – actif
- Alliance nationale des travailleurs, agriculteurs, étudiants universitaires et réservistes (en) – banni

### Liban
- Parti social nationaliste syrien - actif

### Syrie
- Parti social nationaliste syrien - actif

### Yémen
- Parti social nationaliste - Yémen - actif, allié des Houthis

## Factions armées
La liste d'organisations armées contient des descriptions pour détailler les motifs de leur fondation et leurs actions.

### Allemagne
- Organisation Consul – Organisation terroriste allemande des années 1920 fondée pour lutter contre la République de Weimar, responsable de 300 attentats contre des personnalités de la République de Weimar.
- Résistance nationale-révolutionnaire – Organisation clandestine nationale-révolutionnaire fondée pour renverser le régime nazi, démantelé en 1937.
- Groupe des nationalistes sociaux-révolutionnaires – organisation de la résistance intérieure allemande anti-nazie[1], démantelée à la suite de la fuite de ses dirigeants d'Allemagne en 1935.

### Argentine
- Mouvement nationaliste-révolutionnaire Tacuara – issu de la branche péroniste et non-fascisante du Mouvement nationaliste Tacuara – inactif
- Concentración Nacional Universitaria – groupe de l'extrême droite péroniste (ou Péronisme orthodoxe), responsable de l'affaire Silvia Filler[2]. S'est scindé entre les partisans fidèles de la droite péroniste et ceux qui se sont alliés au régime de Videla en 1976.

### France
- Résistance solidariste – issu du Groupe action jeunesse, qui a mené des attentats anti-américains, anti-immigration et anticommunistes dans les années 1970[3].

### Grèce
- Mávros Krínos – Issu du site du même nom, fondée en 2013 pour combattre en Syrie aux côtés du gouvernement Assad contre l'état islamique et l'opposition syrienne[4]. Son statut actuel est inconnu.

### Italie
- Fronte Nazionale Rivoluzionario - Gruppo armato di lotta contro il sistema – organisation armée responsable de la mort de deux policiers, démantelée en 1975.
- Movimento Politico Ordine Nuovo – groupe armée formé par des personnes issues du Centro Studi Ordine Nuovo qui ont refusé de réintégrer le MSI qu'ils ont accusé de s'être « vendu à l'impérialisme américain bourgeois »[5], démantelé en 1981.
- Movimento Rivoluzionario Popolare – groupe de poseurs de bombe visant les institutions politiques, responsable de 80 attentats, démantelé en 1979.
- Noyaux armés révolutionnaires – organisation terroriste formée pour lutter contre l'état italien et les groupes armés d'extrême gauche, démantelée en 1982.
- Terza Posizione – organisation armée formée contre l'état italien, démantelée en 1980.

### Japon
- Armée des volontaires du Front Uni

### Pérou
- Association plurinationale des réservistes de Tawantinsuyo (en), force armée dissidente du Mouvement ethnocacériste – active.

### Pologne
- Falanga – Issue de la formation politique du même nom, formée pour combattre en Syrie aux côtés du gouvernement Assad ainsi que du côté de la Russie durant la guerre russo-ukrainienne.

### Liban et Syrie
- Aigles de la tornade, branche armée du Parti social nationaliste syrien - actives au Liban, inactives en Syrie.

### Ukraine
- Bataillon Fraternité issu du parti politique du même nom, fondé à la suite de l'invasion russe de l'Ukraine - actif depuis 2022[6],[7].